# Forath
Forath era una ciutat del sud de Mesopotàmia, entre els rius Eufrates i Tigris, que Plini el Vell diu que corresponia al regne de Caracene i que situa a la vora del Pasitigris. Se suposa que era a uns 20 quilòmetres de Càrax Espasinos, i alguns autors especulen que podria ser la ciutat de Bàssora, que de vegades ha estat anomenada Ferath Maisan, però això sembla dubtós.